# Błonia (Staniątki)
Błonia – część wsi Staniątki w Polsce, położona w województwie małopolskim, w powiecie wielickim, w gminie Niepołomice.
W latach 1975–1998 Błonia położone były w województwie krakowskim.